# USS Trigger (SS-564)
USS Trigger (SS-564) – amerykański okręt podwodny typu Tang, pierwszego powojennego typu amerykańskich okrętów podwodnych. Okręt został zwodowany 14 czerwca 1951 roku w stoczni Electric Boat w Groton w stanie Connecticut, do służby w amerykańskiej marynarce wojennej wszedł 31 marca 1952 roku. W roku 1973 został wycofany ze służby i sprzedany włoskiej marynarce wojennej, gdzie pod numerem S515 służył do 28 lutego 1986 roku.